# Nassarius nitidus
Nassarius nitidus là một loài ốc biển, là động vật thân mềm chân bụng sống ở biển thuộc họ Nassariidae.

## Hình ảnh

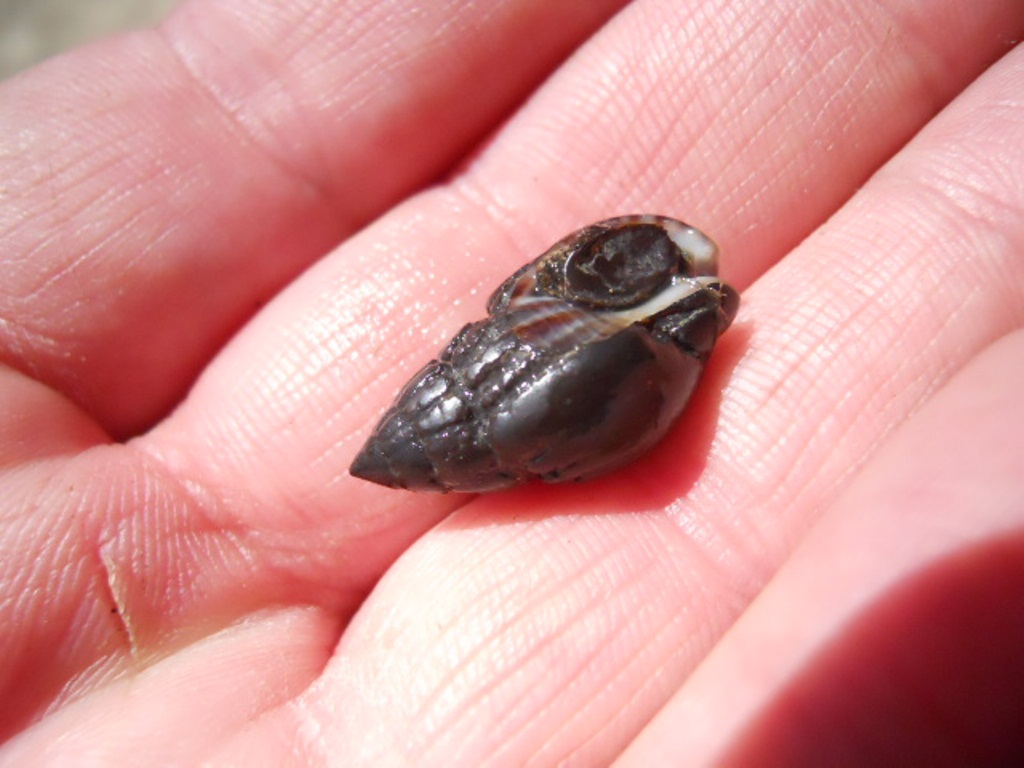